# Khabab
Khabab (Arabisch: خبب, Syrisch: ܓ ܒ ܒ, Khababb) is een stad gelegen in het zuiden van Syrië in de vallei Hauran in het gouvernement Daraa. Khabab ligt op ongeveer 50 kilometer van de hoofdstad Damascus. De oude naam van de stad is Abiba in de oude Syrische talen Aramees, Syrisch (Assyrisch) en betekent vlakte groen gras.

## Bevolking
In Khabab wonen ongeveer 10.000 mensen. Daarnaast zijn in de loop van de jaren ongeveer 40.000 inwoners van de stad verspreid geraakt buiten Syrië. De meeste van hen wonen in Frankrijk, VSA, Brazilië en Australië.
De bevolking van Khabab zijn christenen en volgen de Melkitische Grieks-katholieke Kerk (Byzantijnse ritus).

## Taal
De meest voorkomende gesproken taal is het Arabisch. Andere talen zijn onder andere het Frans en de liturgische taal van de Melkitische Grieks-katholieke Kerk, het Grieks.

## Architectuur
Er zijn vier kerken in Khabab: S't Mary, S't Tarez, S't Elliot, S't Mikeal, en er is een kathedraal en een klooster van de Zusters van Liefde.